# Давидова Лідія Анатоліївна
Лідія Анатоліївна Давидова (19 січня 1932, Ленінград, СРСР — 2 березня 2011, Москва) — камерна співачка, сопрано. Народна артистка Росії (2001). Керівник ансамблю старовинної музики «Мадригал».

## Біографічні відомості
Батько — інженер-хімік, мати — співачка. Обидва рано померли, залишивши дочку сиротою в 14 років. Важливу роль в її освіті й долі зіграли тітка, співачка М. Я. Хортік, і двоюрідний дядько, видатний піаніст, композитор та педагог С. Є. Фейнберг.
Навчалася грі на фортепіано в музичній школі в Ленінграді, згодом в училищі при Ленінградській консерваторії, а потім у Москві в Мерзляковському училищі.
1957 року закінчила Московську консерваторію як піаністка (клас проф. Н. П. Ємельянової). Незважаючи на те, що Лідія Давидова з дитинства мріяла про кар'єру співачки та навчалася співу у М. Я. Хортік, її вокальний дар довгий час не знаходив визнання. 8 разів вона безуспішно намагалася поступити на вокальні відділення Московської консерваторії та інших московських вузів. У роки навчання в Московській консерваторії (по класу фортепіано) вона брала уроки у викладача вокалу Д. Б. Белявської, яка проте також не вірила в те, що її учениця стане професійною співачкою.
Вирішальну роль у «відкритті» Давидової як співачки відіграв А. М. Волконський. Перше виконання його Сюїти дзеркал1962 року в Малому залі Московської консерваторії стало дебютом та приголомшливим успіхом співачки. У наступні роки Давидова брала участь у різних концертних проектах композитора. 1965 року Волконський створює ансамбль старовинної музики «Мадригал», і Лідія Давидова стає однією з його солісток. Цей колектив вперше в СРСР став виконувати вокальну музику Епохи Відродження та раннього Бароко. після еміграції Волконського до Франції в 1972 Давидова керувала ансамблем до 1983 та потім знову з 1992.

## Артистична кар'єра
Прагнула виконувати найбільш складні камерні твори. Крім старовинної музики, виконувала твори авторів XX ст. як солістка. Вперше познайомила радянських слухачів з вокальними творами сучасних західних композиторів: Чарлза Айвза, Бели Бартока, Лучано Беріо, Антона Веберна, Джона Кейджа та Пауля Хіндеміта. Вона також співала камерний репертуар сучасних російських композиторів-авангардистів. Зокрема, вона вперше виконала твори Андрія Волконського (Сюїта Дзеркал, 1962, Скарги Щази, 1964?), Едісона Денисова (Сонце Інків, 1964), Дмитра Смирнова (Жменя Піску, 1971; Печаль Минулих Днів, 1977; Пори Року, 1980; Пісні Долі, 1981; Шість віршів У. Блейка, 1981), Софії Губайдуліної (Рози, 1974), Альфреда Шнітке (Три Сцени, 1981) і В'ячеслава Артемова (Заклинання, 1981?).

## Сім'я
- Чоловік: Леонард Євгенович Данильцев (1931—1997), письменник та художник.
- Діти:
  - Гліб Данильцев (1968).
  - Мар'яна Данильцева (1972).

## Дискографія

### CD
- 2003 — Андрій Волконський: Сюїта дзеркал;
- 2003 — Едісон Денисов: Les Pleurs;
- 2005 —Ігор Стравінський: Пісні (фортепіано: Олексій Любимов; записи 1971—1972 рр.);
- 2007 —Бела Барток: Вокальні цикли (фортепіано: Олексій Любимов).